# Petrus Weemaels
Petrus (Pierre) Weemaels (Beersel, 6 augustus 1927 – Torhout, 14 maart 2004) was een Belgisch componist, muziekpedagoog, dirigent en klarinettist.

## Levensloop
Weemaels studeerde klarinet en muziektheorie aan het Koninklijk Conservatorium te Gent bij Gustaaf Mareels, Maurice Van Guchte en Jean Tastenoe. Nadat hij in 1948 met succes aan het examen voor militaire muziekkapellen deelgenomen had, werd hij in 1949 klarinettist bij de Militaire muziekkapel van de 4e Brigade te Soest (Duitsland). Van 1957 tot 1960 speelde hij in de muziekkapel van de G.T.A. te Brussel. Van 1960 tot 1962 was hij klarinettist in de muziekkapel van de 16e Divisie te Antwerpen en van 1962 tot 1986 klarinettist in het Groot Harmonieorkest van de Belgische Gidsen te Brussel. Van 1974 tot 1986 vervulde hij de taak van secretaris van dit bekende harmonieorkest en hij was de laatste jaren van zijn dienst eveneens onderkapelmeester. Ook na zijn pensionering in 1986 bleef hij nog actief in de muziekwereld.
Aan het Koninklijk Conservatorium te Gent behaalde hij eerste prijzen in solfège bij Julien Mestdagh, in transpositie bij Gaston Hespel en klarinet bij Jean Tastenoe. Hij was eveneens laureaat van het Berklee College of Music in Boston.
In 1965 werd hij docent klarinet aan de Gemeentelijke Muziek-Academie "August De Boeck" te Asse (Vlaams-Brabant) en aan de Stedelijke Muziek-Academie te Vilvoorde.
Binnen de amateuristische muziekbeoefening was hij als dirigent verbonden aan de Koninklijke Harmonie De Ster Evere (1962-1979), de Koninklijke Harmonie Sint-Cecilia Vilvoorde (tot 1992) en aan de Koninklijke Harmonie Sint Cecilia Hekelgem (25 jaar).
Weemaels schreef naast verschillende bewerkingen voor harmonie- en fanfareorkest (Concerto pour une voix van Saint-Preux) ook eigen werken voor dit medium.

## Composities

### Werken voor harmonie- en fanfareorkest
- Lenteliefde (Spring-Love), voor harmonieorkest
- Malaguena
- Mars van de 4e Diensten Compagnie
- Roulette
- The New Star, mars
- Viva Centenary March